# Francis Klingender
Francis Donald Klingender (Goslar, 1907 - Manchester, 1955) va ser un historiador de l'art britànic. De filiació marxista, Klingender va ser un dels pioners de la sociologia de l'art. Va estudiar a la London School of Economics and Political Science, on es va especialitzar a sociologia el 1930. Va ser professor de sociologia a la Universitat de Hull a partir de 1948. Va investigar els efectes de la revolució industrial a les belles arts a Anglaterra, donant com a resultat Art i Revolució Industrial (1947), la seva principal obra.

## Obres
- The Black-coated Worker in London. London School of Economics, 1934;
- Animals in Art and Thought to the End of the Middle Ages. Londres: Routledge & Paul, 1971;
- Art and Industrial Revolution. Londres: N. Carrington, 1947;
- Goya in the Democratic Tradition. Londres: Sidgwick & Jackson, 1948;
- Marxism and Modern Art: An Approach to Social Realism. Londres: International Publishers, 1945;
- Hogarth and English Caricature. Nova York: Transatlantic Arts ltd., 1944;
- Money Behind the Screen. Nova York: Arno Press, 1978.